# 1202
Високе Середньовіччя •  Золота доба ісламу •  Реконкіста •  Хрестові походи •  Київська Русь

## Геополітична ситуація
Олексій III Ангел очолоє Візантію (до 1203). У Німеччині триває боротьба за владу між Філіпом Швабським та Оттоном IV. Філіп II Август править у Франції (до 1223).
Апеннінський півострів розділений: північ належить Священній Римській імперії, середню частину займає Папська область, більша частина півдня належить Сицилійському королівству. Деякі міста півночі: Венеція, Піза, Генуя тощо, мають статус міст-республік, частина з яких об'єднана Ломбардською лігою.
Південь Піренейського півострова в руках у маврів. Північну частину півострова займають християнські Кастилія, Леон (Астурія, Галісія), Наварра, Арагонське королівство (Арагон, Барселона) та Португалія. Іоанн Безземельний є королем Англії (до 1216), а королем Данії — Вальдемар II (до 1241).
У Києві знову став княжити Рюрик Ростиславич (до 1203), Роман Мстиславич княжить у Галицько-Волинському князівстві (до 1205), а Олег Святославич — ймовірно, в Чернігові (до 1204), Всеволод Велике Гніздо — у Володимирі-на-Клязмі (до 1212). Новгородська республіка та Володимиро-Суздальське князівство фактично відокремилися від Русі. У Польщі період роздробленості. На чолі королівства Угорщина стоїть Імріх I (до 1204).
В Єгипті, Сирії та Палестині править династія Аюбідів, невеликі території на Близькому Сході утримують хрестоносці.
У Магрибі панують Альмохади. Сельджуки окупували Малу Азію. Хорезм став наймогутнішою державою Середньої Азії. Гуриди контролюють Афганістан та Північну Індію. У Китаї співіснують держава ханців, де править династія Сун, держава чжурчженів, де править династія Цзінь, та держава тангутів Західна Ся. На півдні Індії домінує Чола. В Японії триває період Камакура.

## Події

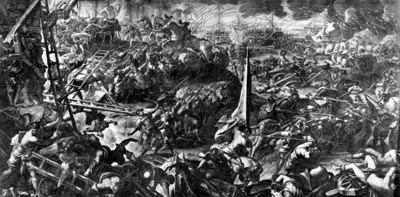
Задарська битва. Гюстав Доре

- Рюрик Ростиславич з допомогою половців повернув собі київський престол на короткий час, але наступного року Роман Мстиславич знову прогнав його з Києва, утвердивши на князівстві Інгвара Ярославича.
- Розпочався Четвертий хрестовий похід, організований папою Інокентієм III. За домовленістю з Венецією, хрестоносці заплатили за транзит у Святу Землю, захопивши місто Задар, суперника венеційців. Надалі хрестоносці згодилися допомогти Олексію IV Ангелу відібрати візантійський трон у Олексія III Ангела.
- Французький король Філіп II Август оголосив про позбавлення англійського короля Іоанна Безземельного його володінь на території Франції через викрадення Ізабель Ангулемської.
- Трон Норвегії успадкував Гокон III. Він завдав остаточної поразки іншому претенденту на трон Інге II.
- Королем Данії став Вальдемар II.
- Вукан Неманич з допомогою угорців відібрав титул великого жупана Рашки у Стефана Неманича.
- У Ризі засновано Орден мечоносців.
- Леонардо Фібоначчі написав перший варіант наукового трактату «Книга абака» (Liber abaci)
- У Монголії Темуджин завдав поразки татарам, а його союзник Тергіл — меркітам.

## Померли
- 12 листопада — У віці 39-и років помер Кнуд VI, король Данії з 1182.